# 海咲ライラック
『海咲ライラック』（うみさきライラック）は、険持ちよによる日本の漫画。『まんがライフMOMO』（竹書房）にて、2015年12月号から2018年11月号まで連載された。

## 登場人物
葉月海（はづきうみ）
純粋な女子中学3年生。島の皆から好かれる。
井上風太（いのうえふうた）
冴えない30歳。都会から移住し民宿を営む。

## 書誌情報
- 険持ちよ『海咲ライラック』 竹書房〈バンブーコミックス〉、全4巻
  1. 2016年8月17日発売[3]、ISBN 978-4-8019-5615-5
  2. 2017年5月17日発売[4]、ISBN 978-4-8019-5943-9
  3. 2018年3月27日発売[5]、ISBN 978-4-8019-6223-1
  4. 2018年12月15日発売[6]、ISBN 978-4-8019-6505-8